# Deco
Pour la dessinatrice, voir Deco (dessinatrice).
Pour les articles homonymes, voir Déco.
Anderson Luís de Souza, plus communément appelé Deco, est un footballeur international portugais qui possède également la nationalité brésilienne. Il est né le 27 août 1977 à São Bernardo do Campo au Brésil. Il a évolué au poste de meneur de jeu, et au poste de milieu relayeur en fin de carrière. Il est reconnu pour ses passes précises, son intelligence de jeu et la qualité technique de sa frappe.

## Biographie

### En club
Né au Brésil d'un père portugais et d'une mère brésilienne d'origine japonaise, Deco est issu d'une famille issue de la classe moyenne. Après avoir commencé le football à l'âge de dix ans, il quitte en 1996 le Nacional Atlético Clube de São Paulo pour rejoindre le club des Corinthians Paulista.
L'année suivante il décide, comme beaucoup de joueurs brésiliens, de tenter l'aventure européenne au Portugal. Acheté par le Benfica Lisbonne, il est considéré comme un joueur commun et est donc prêté dans la foulée au FC Alverca, club de 2e division portugaise, où il jouera la saison 1997-1998. Deco est de nouveau prêté, au SC Salgueiros, pour la première partie de la saison 1998-1999 puis rejoint le FC Porto au mercato d'hiver.
À Porto, il devient la pièce maîtresse du club notamment après l'arrivée comme entraîneur de José Mourinho. Porto gagne la coupe UEFA en 2002-2003 et surtout l'année suivante la prestigieuse Ligue des champions. Il remporte également 3 titres de champion du Portugal, 3 coupes du Portugal et 2 Supercoupe du Portugal de football au cours de ses 5 années passées au FC Porto. Après avoir disputé la finale de l'Euro 2004 avec le Portugal, il est transféré à l'été 2004 au FC Barcelone pour un montant de 15 millions d'euros + l'international portugais Ricardo Quaresma.
Frank Rijkaard fait de lui la plaque tournante du club catalan. Ses passes précises, son intelligence de jeu et la qualité technique de sa frappe le rendent indispensable à l'équipe. Deco et le Barça ont alors un jeu d'équipe spectaculaire frisant la perfection. Sous le maillot Blaugrana, il remporte deux titres de champion d'Espagne et une seconde Ligue des champions en 2006.
En mai 2008, après une saison contrariée par des blessures, il annonce qu'il va quitter le Barça pour aller jouer en Italie ou en Angleterre. Le nouvel entraîneur du Barça, Pep Guardiola, déclare même ne pas l'inclure dans son futur effectif, au même titre que Samuel Eto'o et Ronaldinho. Le 1er juillet 2008, il signe pour deux saisons à Chelsea pour un montant d'environ 10 millions d'euros.
En mars 2010, il annonce qu'il arrêtera sa carrière internationale après la Coupe du monde 2010, et qu'il veut retourner au Brésil poursuivre sa carrière.
En août 2010, il rompt son contrat avec Chelsea avec qui il vient d'être sacré Champion d'Angleterre et signe aussitôt pour deux saisons à Fluminense où il gagne la première année le Brasileirão (championnat du Brésil).
Il remportera une seconde fois ce trophée en 2012, toujours avec Fluminense.
Le 26 août 2013, il annonce qu'il prend sa retraite sportive , estimant ne plus pouvoir supporter les exigences physiques du haut niveau.

### Sélection nationale
Naturalisé portugais, il joue son premier match avec la Seleção en marquant le but de la victoire sur coup franc contre son pays d'origine, le Brésil.
Il devient alors très vite un élément essentiel de l'équipe, même s'il a été critiqué par des coéquipiers qui voyaient sa naturalisation comme une "simple opportunité".
Remarqué à l'Euro 2004, après que Porto eut remporté la Ligue des Champions quelques semaines auparavant, et remarquable à la Coupe du monde 2006, Deco n'a cessé de démontrer son talent de meneur de jeu en inscrivant notamment un but face à l'Iran au premier tour. Preuve en est que le Portugal, coaché par le brésilien Luiz Felipe Scolari, obtient de bons résultats dans les compétitions internationales: Finale de l'Euro 2004 et Demi-finale de la Coupe du monde 2006.
Blessé au début de l'Euro 2008, il peine à s'imposer dans cette compétition malgré son but contre la République tchèque en match de groupe.
Une nouvelle fois blessé et en méforme à la Coupe du monde 2010, Carlos Queiroz privilégiera Tiago lors du mondial en tant que numéro 10 de l'équipe. Il ne disputera qu'un match, face à la Côte d'Ivoire et prend sa retraite internationale après la compétition.
En "perdant" Deco, les portugais peinent à retrouver un véritable meneur de jeu, même si beaucoup de supporters voient en João Moutinho le successeur idéal de "SuperDeco".

### Après-carrière
Après sa retraite en 2013, Deco est devenu directeur sportif du FC Barcelone en août 2023.  Il est également ambassadeur de la paix pour la Fondation Non-Violence, utilisant le sport pour promouvoir des valeurs positives auprès des jeunes.

## Statistiques

### Carrière
| Saison                | Club                  | Championnat           | Championnat | Championnat | Championnat | Coupe(s) nationale(s) | Coupe(s) nationale(s) | Coupe(s) nationale(s) | Supercoupe | Supercoupe | Supercoupe | Compétition(s) continentale(s) | Compétition(s) continentale(s) | Compétition(s) continentale(s) | Compétition(s) continentale(s) | Ligue régional | Ligue régional | Ligue régional | Supercoupe UEFA | Supercoupe UEFA | Supercoupe UEFA | Coupe du monde des clubs | Coupe du monde des clubs | Coupe du monde des clubs | Portugal | Portugal | Portugal | Total | Total | Total |
| Saison                | Club                  | Division              | M.          | B.          | P.d.        | M.                    | B.                    | P.d.                  | M.         | B.         | P.d.       | Comp.                          | M.                             | B.                             | P.d.                           | M.             | B.             | P.d.           | M.              | B.              | P.d.            | M.                       | B.                       | P.d.                     | M.       | B.       | P.d.     | M.    | B.    | P.d.  |
| 1996                  | SC Corinthians        | Brasileirão           | 2           | 0           | -           | -                     | -                     | -                     | -          | -          | -          | -                              | -                              | -                              | -                              | -              | -              | -              | -               | -               | -               | -                        | -                        | -                        | -        | -        | -        | 2     | 0     | 0     |
| 1997-1998             | FC Alverca (prêt)     | SL                    | 32          | 13          | -           | -                     | -                     | -                     | -          | -          | -          | -                              | -                              | -                              | -                              | -              | -              | -              | -               | -               | -               | -                        | -                        | -                        | -        | -        | -        | 32    | 13    | 0     |
| 1998-1999             | SC Salgueiros (prêt)  | PL                    | 12          | 2           | -           | 1                     | 0                     | -                     | -          | -          | -          | -                              | -                              | -                              | -                              | -              | -              | -              | -               | -               | -               | -                        | -                        | -                        | -        | -        | -        | 13    | 2     | 0     |
| Sous-total            | Sous-total            | Sous-total            | 44          | 15          | -           | 1                     | 0                     | -                     | -          | -          | -          | -                              | -                              | -                              | -                              | -              | -              | -              | -               | -               | -               | -                        | -                        | -                        | -        | -        | -        | 45    | 15    | 0     |
| 1998-1999             | FC Porto              | PL                    | 6           | 0           | -           | -                     | -                     | -                     | -          | -          | -          | -                              | -                              | -                              | -                              | -              | -              | -              | -               | -               | -               | -                        | -                        | -                        | -        | -        | -        | 6     | 0     | 0     |
| 1999-2000             | FC Porto              | PL                    | 23          | 1           | -           | 4                     | 3                     | -                     | -          | -          | -          | C1                             | 11                             | 3                              | 2                              | -              | -              | -              | -               | -               | -               | -                        | -                        | -                        | -        | -        | -        | 38    | 7     | 2     |
| 2000-2001             | FC Porto              | PL                    | 31          | 6           | -           | 4                     | 0                     | -                     | 2          | 0          | -          | C3                             | 10                             | 0                              | -                              | -              | -              | -              | -               | -               | -               | -                        | -                        | -                        | -        | -        | -        | 47    | 6     | 0     |
| 2001-2002             | FC Porto              | PL                    | 30          | 13          | -           | 2                     | 0                     | -                     | 1          | 0          | -          | C1                             | 15                             | 6                              | 3                              | -              | -              | -              | -               | -               | -               | -                        | -                        | -                        | -        | -        | -        | 48    | 19    | 3     |
| 2002-2003             | FC Porto              | PL                    | 30          | 10          | 14          | 3                     | 1                     | -                     | -          | -          | -          | C3                             | 12                             | 1                              | 7                              | -              | -              | -              | -               | -               | -               | -                        | -                        | -                        | 4        | 1        | 0        | 49    | 13    | 21    |
| 2003-2004             | FC Porto              | PL                    | 28          | 2           | 9           | 3                     | 0                     | 1                     | 1          | 0          | -          | C1                             | 12                             | 2                              | 6                              | -              | -              | -              | 1               | 0               | 0               | -                        | -                        | -                        | 15       | 0        | 2        | 60    | 4     | 18    |
| Sous-total            | Sous-total            | Sous-total            | 148         | 32          | 23          | 16                    | 4                     | 1                     | 4          | 0          | -          | -                              | 60                             | 12                             | 18                             | -              | -              | -              | 1               | 0               | 0               | -                        | -                        | -                        | 19       | 1        | 2        | 248   | 49    | 44    |
| 2004-2005             | FC Barcelone          | Liga                  | 35          | 6           | 7           | -                     | -                     | -                     | -          | -          | -          | C1                             | 7                              | 2                              | 1                              | -              | -              | -              | -               | -               | -               | -                        | -                        | -                        | 10       | 1        | 5        | 52    | 9     | 13    |
| 2005-2006             | FC Barcelone          | Liga                  | 29          | 3           | 3           | 1                     | 0                     | 0                     | 2          | 0          | 0          | C1                             | 11                             | 2                              | 0                              | -              | -              | -              | -               | -               | -               | -                        | -                        | -                        | 10       | 1        | 0        | 53    | 6     | 3     |
| 2006-2007             | FC Barcelone          | Liga                  | 31          | 1           | 8           | 3                     | 0                     | 1                     | 2          | 2          | 0          | C1                             | 8                              | 2                              | 1                              | -              | -              | -              | 1               | 0               | 0               | 2                        | 1                        | 0                        | 7        | 0        | 3        | 54    | 6     | 13    |
| 2007-2008             | FC Barcelone          | Liga                  | 18          | 1           | 5           | 5                     | 0                     | 2                     | -          | -          | -          | C1                             | 6                              | 0                              | 1                              | -              | -              | -              | -               | -               | -               | -                        | -                        | -                        | 10       | 1        | 2        | 39    | 2     | 10    |
| Sous-total            | Sous-total            | Sous-total            | 113         | 11          | 23          | 9                     | 0                     | 3                     | 4          | 2          | 0          | -                              | 32                             | 6                              | 3                              | -              | -              | -              | 1               | 0               | 0               | 2                        | 1                        | 0                        | 37       | 3        | 10       | 198   | 23    | 39    |
| 2008-2009             | Chelsea FC            | PL                    | 24          | 3           | 2           | 2                     | 0                     | 0                     | -          | -          | -          | C1                             | 4                              | 0                              | 1                              | -              | -              | -              | -               | -               | -               | -                        | -                        | -                        | 8        | 1        | 3        | 38    | 4     | 6     |
| 2009-2010             | Chelsea FC            | PL                    | 19          | 2           | 2           | 4                     | 1                     | 0                     | 1          | 0          | 0          | C1                             | 4                              | 0                              | 0                              | -              | -              | -              | -               | -               | -               | -                        | -                        | -                        | 11       | 0        | 3        | 39    | 3     | 5     |
| Sous-total            | Sous-total            | Sous-total            | 43          | 5           | 4           | 6                     | 1                     | 0                     | 1          | 0          | 0          | -                              | 8                              | 0                              | 1                              | -              | -              | -              | -               | -               | -               | -                        | -                        | -                        | 19       | 1        | 6        | 77    | 7     | 11    |
| 2010                  | Fluminense            | Brasileirão           | 16          | 1           | 3           | -                     | -                     | -                     | -          | -          | -          | -                              | -                              | -                              | -                              | -              | -              | -              | -               | -               | -               | -                        | -                        | -                        | -        | -        | -        | 16    | 1     | 3     |
| 2011                  | Fluminense            | Brasileirão           | 18          | 0           | 6           | -                     | -                     | -                     | -          | -          | -          | CL                             | 2                              | 1                              | 1                              | 5              | 0              | 0              | -               | -               | -               | -                        | -                        | -                        | -        | -        | -        | 25    | 1     | 7     |
| 2012                  | Fluminense            | Brasileirão           | 17          | 1           | 6           | -                     | -                     | -                     | -          | -          | -          | CL                             | 8                              | 1                              | 1                              | 11             | 3              | 0              | -               | -               | -               | -                        | -                        | -                        | -        | -        | -        | 36    | 5     | 7     |
| 2013                  | Fluminense            | Brasileirão           | 5           | 0           | 0           | 1                     | 0                     | 0                     | -          | -          | -          | CL                             | 3                              | 0                              | 1                              | 5              | 0              | 0              | -               | -               | -               | -                        | -                        | -                        | -        | -        | -        | 14    | 0     | 1     |
| Sous-total            | Sous-total            | Sous-total            | 56          | 2           | 15          | 1                     | 0                     | 0                     | -          | -          | -          | -                              | 13                             | 2                              | 3                              | 21             | 3              | 0              | -               | -               | -               | -                        | -                        | -                        | -        | -        | -        | 91    | 7     | 18    |
| Total sur la carrière | Total sur la carrière | Total sur la carrière | 406         | 65          | 65          | 33                    | 5                     | 4                     | 9          | 2          | 0          | -                              | 113                            | 20                             | 25                             | 21             | 3              | 0              | 2               | 0               | 0               | 2                        | 1                        | 0                        | 75       | 5        | 18       | 661   | 101   | 112   |

### Buts internationaux
| Buts en sélection de Deco | Buts en sélection de Deco | Buts en sélection de Deco                | Buts en sélection de Deco | Buts en sélection de Deco | Buts en sélection de Deco | Buts en sélection de Deco               |
| #                         | Date                      | Lieu                                     | Adversaire                | Score                     | Résultats                 | Compétitions                            |
| ------------------------- | ------------------------- | ---------------------------------------- | ------------------------- | ------------------------- | ------------------------- | --------------------------------------- |
| 1                         | 29 mars 2003              | Estádio das Antas, Porto                 | Brésil                    | 2-1                       | 2-1                       | Match amical                            |
| 2                         | 13 octobre 2004           | Estádio José Alvalade, Lisbonne          | Russie                    | 3-0                       | 7-1                       | Éliminatoires de la Coupe du monde 2006 |
| 3                         | 17 juin 2006              | Commerzbank-Arena, Francfort-sur-le-Main | Iran                      | 1-0                       | 2-0                       | Coupe du monde 2006                     |
| 4                         | 11 juin 2008              | Stade de Genève, Genève                  | Tchéquie                  | 1-0                       | 3-1                       | Euro 2008                               |
| 5                         | 10 septembre 2008         | Estádio José Alvalade, Lisbonne          | Danemark                  | 2-1                       | 2-3                       | Éliminatoires de la Coupe du monde 2010 |

## Palmarès
- Avec le  FC Porto
  - Champion du Portugal: 1999, 2003 et 2004
  - Vainqueur de la Coupe du Portugal: 2000, 2001 et 2003
  - Vainqueur de la Supercoupe du Portugal: 1999 et 2003
  - Vainqueur de la Coupe UEFA: 2003
  - Vainqueur de la Ligue des Champions: 2004
- Avec  le  FC Barcelone
  - Champion d'Espagne: 2005 et 2006
  - Vainqueur de la Supercoupe d'Espagne: 2005 et 2006
  - Vainqueur de la Ligue des Champions: 2006
- Avec  Chelsea
  - Champion d'Angleterre: 2010
  - Vainqueur de la Coupe d'Angleterre: 2009 et 2010
  - Vainqueur du Community Shield: 2009
- Avec le  Portugal
  - Finaliste de l'Euro 2004
  - Quatrième de la Coupe du monde 2006
- Avec  Fluminense FC
  - Champion du Brésil : 2010 et 2012

## Distinctions personnelles
- 2e au Ballon d'or 2004
- Meilleur footballeur de l'année UEFA en 2004
- Meilleur milieu de terrain de l'année UEFA en 2004 et 2006
- Meilleur joueur de la Coupe du monde des clubs de la FIFA en 2006
- Meilleur passeur de la Ligue des champions de l'UEFA en 2004
- Homme du match de la Finale de la Ligue des champions de l'UEFA 2003-2004
- Joueur du mois du championnat d'Angleterre en août 2008
- Élu parmi les "légendes" par Golden Foot en 2016[9]

## Particularités
- Deco fait partie du cercle très fermé des joueurs ayant gagné la Ligue des champions avec deux clubs différents.
- Les surnoms de Deco au FC Porto étaient « Mágico » et « SuperDeco ».
- Deco fut nommé homme du match lors de la finale de la Ligue des Champions 2003-2004.
- Deco marqua le but de la victoire sur coup franc lors de ses débuts internationaux contre le Brésil .
- Deco est le premier joueur à gagner le trophée UEFA du meilleur milieu de terrain avec deux clubs différents.

## Citations
- « Deco ne parle pas beaucoup, mais quand il le fait, tout le monde l'écoute » - Lionel Messi à propos de Deco.
- « La classe mondiale » - José Mourinho à propos de Deco.
- « Je pense que l'une de mes plus grosses erreurs, en tant que sélectionneur du Brésil, est de ne pas avoir pris Deco. Maintenant que je suis au Portugal, je suis content de ne pas l'avoir fait. » Luiz Felipe Scolari sur la non-sélection de Deco en Seleção.
- « Deco est le baromètre de notre saison, quand il est en forme la qualité de jeu augmente, quand il ne l'est pas l'équipe dans son ensemble joue moins bien » - L'entraîneur du Barca Frank Rijkaard à propos de Deco.
- « C'est un grand joueur. Il serait idiot de le sous-estimer » - Martin O'Neill l'ex-entraineur du Celtic à propos de Deco avant la finale de la Coupe UEFA 2002-2003.
- « C'est une pièce maitresse de la sélection je me souviens de son but magnifique pendant la coupe du monde 2006 face à l'Iran » - Luís Figo à propos de son compatriote.